# Stanislaus van Melis
Stanislaus van Melis CP, geboren als Arnoldus Antonius van Melis (De Graspeel, Zeeland (Noord-Brabant), 19 maart 1911 – Nijmegen, 23 november 1998) was een Nederlands missiebisschop. Hij is vooral gekend om zijn werk in Brazilië waar hij bekend stond als Estanislau Arnoldo Van Melis.

## Biografie
In augustus 1928 trad hij toe tot de orde van de Passionisten. Van 1929 tot 1936 studeerde hij aan het kleinseminarie  Sint Gabriël  in Haastrecht en in 1935 werd hij tot subdiaken gewijd. Op 5 oktober 1936 volgde zijn priesterwijding in Mook-Molenhoek en hij nam de naam Stanislaus aan. Hij ging op 29 september 1937 naar de missie in Noord-Bulgarije in het vrijgestelde bisdom Nicopolis, met als zetel Roese, waar Damianus Theelen CP missiebisschop was. Hij leidde het seminarie in Svisjtov. Daar maakte hij de Tweede Wereldoorlog mee. Na de Sovjet bezetting van Bulgarije in 1944 kwam de kerk steeds meer in de verdrukking. Van Melis was na het overlijden van Theelen in 1946 missieoverste geworden. Hij zou missiebisschop worden maar vanuit de overheid werd Bulgaarse kerkelijke leiding verplicht gesteld. Omdat de passionisten bang waren dat hun missiegebied afgenomen zou worden, steunden ze de voordracht van Eugenius Bossilkov CP. In 1949 werden alle buitenlandse missionarissen uitgewezen en Van Melis ging naar Rome. De Bulgaarse geestelijken werden gearresteerd. In 1952 werd de missiebisschop van Nicopolis Bossilkov ter dood gebracht.
In 1952 werd hij verkozen tot provinciaal voor de Nederlandse kerkprovincie van de Passionisten. Op 31 augustus 1953 vierde hij in het klooster Mater Dolorosa in Molenhoek zijn zilveren kloosterjubileum. Van Melis studeerde vanaf 1949 aan het Pontificaal Oosters Instituut in Rome en promoveerde in 1954 op De Apostolische werkzaamheden van de Paters Passionisten in Bulgarije en Wallachije (1718-1820) bij Georg Hofmann SJ. Van Melis vertrok in 1958 naar Brazilië om een nieuw missiegebied voor de Passionisten te zoeken. Hij nam deel aan de tweede, derde en vierde sessie van het Tweede Vaticaans Concilie.  In 1960 vierde hij zijn 25-jarig priesterjubileum in Langenboom.
Op 26 november 1962 werd hij door Paus Johannes XXIII benoemd tot prelaat van de prelatuur (nullius) São Luís de Montes Belos en tegelijk tot titulair-bisschop voor Polemonium (Neocaesarea). De wijding vond op 2 februari 1963 in de Onze-Lieve-Vrouw van Zeven Smartenkerk in Molenhoek plaats door bisschop Petrus Moors. Op 26 mei 1978 legde hij zijn functie als titulair-bisschop van Polemonium neer. Het prelatuur werd op 17 september 1981 verheven tot Bisdom São Luís de Montes Belos en Van Melis kreeg de titel bisschop. Hij legde zijn functie op 10 februari 1987 neer en werd opgevolgd door Washington Cruz CP.
Van Melis overleed eind 1998 in Nijmegen en werd in Molenhoek begraven. Bij zijn afscheid als burgemeester van Mook en Middelaar in 2024 verhaalde Willem Gradisen dat in 2015 de stoffelijke resten van Van Melis illegaal waren opgegraven door een particulier die vervolgens bij de gemeente om toestemming vroeg om deze mee te nemen naar Brazilië. Dit werd, omdat het een strafbaar feit betrof, geweigerd en de resten werden teruggeplaatst in het graf in Molenhoek. De particulier werd niet vervolgd. Later is er alsnog formeel toestemming verleend en zijn de resten van Stanislaus van Melis bij de kathedraal in São Luís de Montes Belos in zijn voormalig missiegebied herbegraven.